# Michael Giacchino
Michael Giacchino (født 10. oktober 1967) er en amerikansk komponist. Han har skrevet kompositioner til både film, tv-serier og computerspil.

## Arbejde
| Album                                  | År          | Medie                         |
| -------------------------------------- | ----------- | ----------------------------- |
| Star Trek                              | 2008        | Film                          |
| The Simpsons Game                      | 2007        | Computerspil                  |
| Turning Point: Fall of Liberty         | 2007        | Computerspil                  |
| Medal of Honor: Airborne               | 2007        | Computerspil                  |
| Ratatouille                            | 2007        | Film                          |
| Lifted                                 | 2006        | Kortfilm                      |
| Black                                  | 2006        | Computerspil                  |
| Mission: Impossible III                | 2006        | Film                          |
| Looking for Comedy in the Muslim World | 2006        | Film                          |
| One Man Band                           | 2005        | Kortfilm                      |
| The Family Stone                       | 2005        | Film                          |
| Space Mountain                         | 2005        | Attraktion i forlystelsespark |
| The Muppets' Wizard of Oz              | 2005        | TV-film                       |
| Mercenaries: Playground of Destruction | 2005        | Computerspil                  |
| Call of Duty: Finest Hour              | 2004        | Computerspil                  |
| The Incredibles                        | 2004        | Film                          |
| The Incredibles Game                   | 2004        | Computerspil                  |
| Lost                                   | 2004        | Tv-serie                      |
| Secret Weapons Over Normandy           | 2003        | Computerspil                  |
| Call of Duty                           | 2003        | Computerspil                  |
| Medal of Honor: Frontline              | 2002        | Computerspil                  |
| Medal of Honor: Allied Assault         | 2002        | Computerspil                  |
| Alias                                  | 2001 - 2006 | Tv-serie                      |
| Medal of Honor: Underground            | 2000        | Computerspil                  |
| Medal of Honor                         | 1999        | Computerspil                  |
| Warpath: Jurassic Park                 | 1999        | Computerspil                  |
| Chaos Island                           | 1997        | Computerspil                  |
| The Lost World: Jurassic Park          | 1997        | Computerspil                  |